# Troféu Internet de 2007
O Troféu Internet de 2007, que premiou os melhores artistas da +televisão e da música brasileira do ano de 2006, foi apresentado durante a 46ª edição do Troféu Imprensa, transmitido pelo SBT em 6 de maio de 2007.

## Vencedores
| Melhor Programa de TV                               | Melhor Programa de Auditório                  |
| --------------------------------------------------- | --------------------------------------------- |
| A Praça É Nossa                                     | Caldeirão do Huck                             |
| Melhor Programa Infantil                            | Melhor Programa Humorístico                   |
| Bom Dia & Cia                                       | A Grande Família                              |
| Melhor Programa de Entrevistas                      | Melhor Programa Jornalístico                  |
| Programa do Jô                                      | Fantástico                                    |
| Melhor Telejornal                                   | Melhor Apresentador(a) de Telejornal          |
| Jornal Nacional                                     | William Bonner                                |
| Melhor Animador / Apresentador                      | Melhor Animadora / Apresentadora              |
| Luciano Huck                                        | Hebe Camargo                                  |
| Revelação do Ano                                    | Melhor Novela                                 |
| Grazi Massafera (como Telminha, de Páginas da Vida) | Páginas da Vida                               |
| Melhor Ator                                         | Melhor Atriz                                  |
| Lázaro Ramos (como Foguinho, de Cobras & Lagartos)  | Lília Cabral (como Marta, de Páginas da Vida) |
| Melhor Cantor                                       | Melhor Cantora                                |
| Zeca Pagodinho                                      | Ivete Sangalo                                 |
| Melhor Conjunto Musical                             | Melhor Música                                 |
| Jota Quest                                          | "Se Quiser" - Tânia Mara                      |
| Melhor Locutor Esportivo                            | Melhor Comercial                              |
| Galvão Bueno                                        | Havaianas                                     |